# Brachaeluridae
Famille
La famille des brachaeluridés correspond aux requins aveugles. Ces requins appartiennent à l'ordre des Orectolobiformes.

## Liste des espèces
- genre Brachaelurus Ogilby, 1907
  - Brachaelurus waddi Bloch et Schneider, 1801 -- Requin aveugle des roches
  - Brachaelurus colcloughi Ogilby, 1908 -- Requin aveugle gris-bleu